# Christian Stucki
Christian Stucki (29 maggio 1992) è un ex hockeista su ghiaccio svizzero, di ruolo attaccante.

## Carriera
Christian Stucki iniziò a giocare nel settore giovanile dell'HC Lugano, iniziando nella stagione 2008-2009 a giocare nella squadra Under-20 degli Elite Juniores A. Nella stagione 2009-2010 fece esperienza in Prima Lega con la maglia dell'HC Yverdon-les-Bains, militando anche nel settore giovanile della squadra vodese. Nella stessa stagione passò dal settore giovanile del Lugano a quello dell'HC Ambrì-Piotta.
Nella successiva stagione 2010-2011 Stucki nella formazione leventinese in Lega Nazionale A disputando due incontri; con la squadra Under-20 invece giocò 38 partite, collezionando 22 punti. Sempre nella stagione 2010-2011 fu ceduto in prestito all'HC Chiasso, squadra di Prima Lega.
Nella stagione successiva Christian Stucki fu confermato in rosa da Kevin Constantine, alternando presenze in LNA con quelle nella formazione Under-20. Il 22 settembre 2011 firmò per un prolungamento del proprio contratto con l'Ambrì-Piotta valido fino alla conclusione del campionato 2013-2014.
Per la stagione 2012-13 Stucki dopo aver trascorso un periodo di prova si accordò in Lega Nazionale B con la maglia dell'Hockey Club Ajoie. Al termine del campionato fu confermato per un'altra stagione. Nel 2014 fece ritorno ad Ambrì con un contratto annuale. Il contratto gli venne poi di anno in anno confermato, sebbene abbia poi trascorso la maggior parte della stagione 2016-2017 e l'intera stagione 2018-2019 in prestito ai Ticino Rockets, e sebbene non abbia raccolto alcuna presenza nella stagione 2017-2018.
Rimasto senza squadra nell'estate del 2019, rimase alcuni mesi svincolato prima di trovare un accordo nuovamente coi Ticino Rockets, nel gennaio del 2020, per un periodo di try-out, che tuttavia si chiuse dopo due presenze, mettendo di fatto fine alla sua carriera.